# Starrcade (1989)
Starrcade '89: Future Shock fue la séptima edición de Starrcade, un evento de pago por visión de la National Wrestling Alliance (NWA) producido por la World Championship Wrestling (WCW) . El evento tuvo lugar el 13 de diciembre de 1989 desde el estadio The Omni en Atlanta, Georgia.

## Resultados
- The Steiner Brothers (Rick y Scott) derrotaron a Doom (Ron Simmons y Butch Reed) (con Woman y Nitron) por cuenta de 10 (12:24)
  - El árbitro paró el combate cuando Simmons no fue capaz de volver al ring.
- Lex Luger derrotó a Sting (11:31)
  - Luger cubrió a Sting apoyándose en las cuerdas.
- The Road Warriors (Hawk y Animal) (con Paul Ellering) derrotaron a Doom (Ron Simmons y Butch Reed) (con Woman y Nitron) (08:31)
  - Animal cubrió a Reed después de un "Flying Clothesline".
- Ric Flair (con Ole y Arn Anderson) derrotó a The Great Muta (con Gary Hart) (01:55)
  - Flair cubrió a Muta con un "Inside Cradle".
- The Steiner Brothers derrotaron a The Road Warriors (con Paul Ellering) (07:27)
  - Scott cubrió a Animal después de un "Belly to Back Suplex".
- Sting derrotó a The Great Muta (con Gary Hart) (08:41)
  - Sting cubrió a Muta después de un "Superplex".
- The New Wild Samoans (Samoan Savage y Fatu) (con The Big Kahuna) derrotaron a Doom (con Woman y Nitron) (08:22)
  - Fatu cubrió a Reed después de que este y Simmons se golpeasen accidentalmente en la cabeza.
- Lex Luger y Ric Flair terminaron en empate (17:15)
  - El árbitro paró el combate al terminarse el límite de tiempo.
- The New Wild Samoans (con The Big Kahuna) derrotaron a the Steiner Brothers por descalificación (14:05)
- Lex Luger derrotó a The Great Muta (con Gary Hart) por descalificación (4:15)
  - Muta fue descalificado por escupir pintura en la cara de Luger.
- The Road Warriors (con Paul Ellering) derrotaron a The New Wild Samoans (con The Big Kahuna) (05:18)
  - Hawk cubrió a Savage después de un "Flying Clothesline"
- Sting derrotó a Ric Flair (14:30)
  - Sting cubrió a Flair con un "Inside Cradle".